# Neopolyptychus ancylus
Neopolyptychus ancylus är en fjärilsart som beskrevs av Rothschild och Jordan 1916. Neopolyptychus ancylus ingår i släktet Neopolyptychus och familjen svärmare. Inga underarter finns listade i Catalogue of Life.